# Rigodiaceae
Rigodiaceae là một họ rêu trong bộ Hypnales.